# Корзун Діна Олександрівна
Діна Корзун (повне ім'я Діана Олександрівна Корзун-Франк; (13 квітня 1971 , Смоленськ ) — російська акторка театру та кіно, співзасновниця благодійного фонду «Подаруй життя». Лауреат кінопремії «Ніка» (1999) за роль у фільмі «Країна глухих».

## Біографія
Народилася 13 квітня 1971 року в Смоленську.
Її мати, Ольга Дмитрівна Корзун, яка працювала інженером на панчішній фабриці, виховувала дочку одна. У шкільні роки закінчила художню школу (живопис, графіка, скульптура), займалася балетом і сучасними танцями.
Після закінчення школи, в 1988 році, вступила до Смоленського державного університету на художньо-графічний факультет, але через рік, розчарувавшись у виборі професії, полишила навчання, а потім вступила до Смоленського музичного училища на акторський факультет. У 1990 році вийшла заміж за театрального режисера Ансара Халіллуліна, переїхала в Москву і вступила до школи-студії МХАТ, яку закінчила в 1995 році (курс Алли Покровської).
На 5-му курсі отримала запрошення на роботу до МХТ імені Чехова, де дебютувала у виставі «Любов у Криму», поставленому режисером Романом Козаком. Потім були ролі в спектаклях «Гроза», «Сон в літню ніч», «Злочин і кара», «Чудо Святого Антонія» та інших.
Дебют в кіно відбувся в 1994 році, коли зіграла в короткометражному фільмі «Вона всередині стін» (режисер Маргарита Под'япольська). Популярність прийшла до актриси після зйомок у фільмі Валерія Тодоровського «Країна глухих». За роль глухої дівчини Яї Діна Корзун була удостоєна премії «Ніка». Знялася у фільмі Павла Павліковського «Останнє пристанище» (2000), отримала за роль Тані премії на кінофестивалях у Лондоні, Хіхоні, Братиславі.

### Роботи за кордоном
У 2004 році на запрошення американського режисера Айри Сакса працювала в Голлівуді, де грала головну жіночу роль в партнерстві з Ріпом Торном в психологічній драмі «Сорок відтінків смутку». Фільм отримав Гран-прі журі за найкращу драму на фестивалі " Санденс ", була номінована на «Найкращу жіночу роль» на фестивалі «Незалежний дух» . Робота за кордоном продовжилася в фільмах «Замерзлі душі» (номінація найкраща актриса другого плану кінопремії «Незалежний дух») і «Прощання» (Farewell).
У 2007 році працювала в Королівському національному театрі в Лондоні, в постановці Кеті Мітчел за п'єсою Мартіна крімп «Attempts on Her Life». У 2015 знялася в третьому сезоні британського серіалу «Гострі картузи». Продюсує і грає в постановках за мотивами казок Оскара Вайлда «Щасливий принц» (благодійний спектакль) і «Зоряний хлопчик» .

## Суспільна діяльність
Разом з Чулпан Хаматовою є засновником благодійного фонду " Подаруй життя «, що допомагає дітям з онкогематологічними та іншими смертельно небезпечними захворюваннями.
У 2005 році кілька місяців працювала волонтером в дитячому будинку в Непалі.

## Цитата
Нове обличчя. Ніяких розкритих величезних очей, ніякої «надлишкової духовності» в образі, нічого «піднесено-поетичного» в міміці або інтонації — повна відсутність типових рис, необхідних для «нашої» молодої героїні. Неправильна дівчинка. Кругле личко, цікаві темненькі очі, дитяча зворушлива безбровність, дивно-співучий голосок. Зріст і пластика змінюються легко — в залежності від висоти підборів: може бути маленькою гарненькою мишкою, може — гнучкою, сексапільною довгоногою дівою, а може — голенастим, незграбним підлітком.— Лілія Шитенбург «Новітня історія вітчизняного кіно»

## Особисте життя
З 2001 року одружена третім шлюбом за бельгійським музикантом і композитором Луї Франком. У пари двоє дочок: Італа (нар. 2008) та Софія (нар. 20 травня 2010). Від першого шлюбу у Діни є син Тимур Халілуллін (нар. 1990).
Мешкала у Лондоні, у 2023 році повернулася в Росію.

## Творчість

### Ролі в театрі
- «Поховане дитя» (дипломний спектакль) — Саллі
- «Любов у Криму» Славомира Мрожека — Тетяна Бородіна
- «Гроза» Олександра Островського — Катерина[14]
- «Злочин і кара» Федора Достоєвського — Соня Мармеладова
- «Чудо Святого Антонія» Моріса Метерлінка — Вірджинія
- «Десь збиралося відплата» Олександра Володіна — служниця
- «Не можу уявити, що буде завтра» Теннессі Вільямса — Вона
- «Сон в літню ніч» Вільяма Шекспіра — Олена
- «Золото» — Малія[15]

### Фільмографія

#### Акторські роботи
- 1998 — Країна глухих — Яя
- 2000 — Президент і його внучка — Тетяна
- 2000 — Громадянин начальник — Лариса Лушнікова
- 2000 — Останнє пристанище / Last Resort — Таня
- 2002 — Теорія запою — Светик
- 2002 — Дорога — Анна
- 2003 — Як би не так — Марина
- 2005 — Сорок відтінків смутку / Forty Shades of Blue — Лара
- 2005 — Жіночий роман — Женя
- 2007 — Кука — Лена
- 2008 — Брати Карамазови — Катерина Хохлакова
- 2008 — Абонент тимчасово недоступний — Лана
- 2009 — Прощальна справа / L'affaire Farewell (Франція) — Аліна
- 2009 — Переправа
- 2009 — Справа Фаруелла
- 2009 — Посередник / Mediator — дружина найманого вбивці
- 2009 — Холодні душі / Cold Souls — Ніна
- 2009 — Російський хрест — Марія
- 2012 — Після школи — Зара, мама Фріди, художниця
- 2013 — Все почалося в Харбіні — Мотрона Іванівна, мати Бориса і Володі Ейбоженко
- 2015 — Лондонград — Майя Алксніте
- 2016 — Гострі картузи (3-й сезон) — Ізабелла Петрівна Романова
- 2017 — Син — Маша

#### Сценарні роботи
- 2004 — Марфа

#### Продюсерські роботи
- 2004 — Марфа (співпродюсер)

### Аудіокниги, озвучування
- 2004 — Золотий горщик (Гофман)
- 2009 — Щаслива Москва (Андрій Платонов)
- 2017 — Весь світ театр (Борис Акунін, вид. Літрес Паблішинг)

## Нагороди
- 1995 — приз фестивалю «Театральні дебюти Москви» (за роль у виставі «Любов у Криму»)[16]
- 1999 — премії «Ніка», " Золотий овен " та «Зірки завтрашнього дня» (за роль у фільмі «Країна глухих»)
- 2000 — премії на кінофестивалях в Іспанії, Словаччини, Греції, Росії, Швейцарії (за роль у фільмі «Останній притулок»)
- 2005 — номінація на найкращу жіночу роль на кінофестивалі «Санденс» (фільм «Сорок відтінків смутку»)
- 2008 — приз «За створення Фонду допомоги дітям з онкологічними, гематологічними та іншими захворюваннями» на XIV кінофестивалі «Сталкер» (спільно з Чулпан Хаматовою)[17]
- 2009 — номінація на найкращу жіночу роль другого плану на кінофестивалі «Санденс» (фільм «Холодні душі»)
- 2012 — почесна грамота Президента Російської Федерації «за активну благодійну та громадську діяльність»[18]